# Real Academia de Bellas Artes de Dinamarca
La Real Academia de Bellas Artes de Dinamarca (en danés: Det Kongelige Danske Kunstakademi) es una academia danesa de arte inaugurada el 31 de marzo de 1754.

## Historia

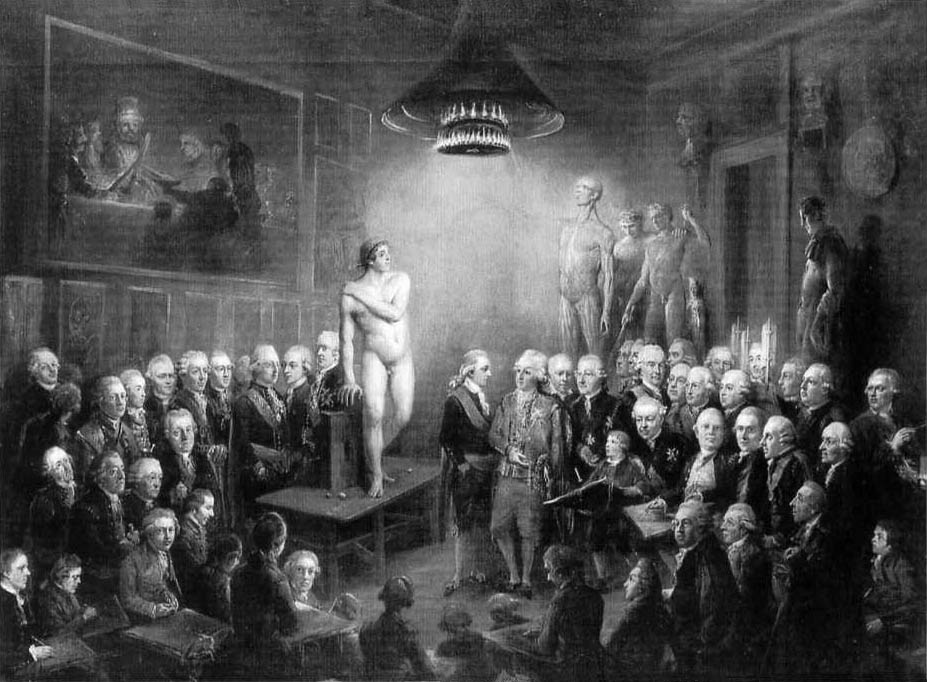
Visita a la Academia de Gustavo III de Suecia en 1780.

La Academia fue inaugurada por Federico V. Adquirió su actual nombre en 1814. Su sede sigue siendo la misma desde su fundación, el Palacio de Charlottenborg, en la plaza Kongens Nytorv en Copenhague. Es la más antigua y reconocida de Dinamarca. Es administrada por el Ministerio de Cultura.

## Alumnos
En la Real Academia de Bellas Artes de Dinamarca estudiaron Olafur Eliasson, Lili Elbe, Arne Jacobsen, Jens Ferdinand Willumsen y Jørn Utzon.

## Directores
Algunos de sus directores han sido el arquitecto Nicolai Eigtved, los pintores Carl Gustaf Pilo, Christoffer Wilhelm Eckersberg, Wilhelm Marstrand y el escultor Bertel Thorvaldsen.